# Брукгерст (Вайомінг)
Брукгерст (англ. Brookhurst) — переписна місцевість (CDP) в США, в окрузі Натрона штату Вайомінг. Населення — 205 осіб (2020).

## Географія
Брукгерст розташований за координатами 42°51′40″ пн. ш. 106°13′44″ зх. д. / 42.86111° пн. ш. 106.22889° зх. д. (42.860986, -106.228789).  За даними Бюро перепису населення США в 2010 році переписна місцевість мала площу 1,73 км², з яких 1,62 км² — суходіл та 0,11 км² — водойми.

## Демографія
Згідно з переписом 2010 року, у переписній місцевості мешкало 185 осіб у 78 домогосподарствах у складі 54 родин. Густота населення становила 107 осіб/км².  Було 83 помешкання (48/км²).
Расовий склад населення:
| - 97,8 % — білих - 1,6 % — азіатів |

До двох чи більше рас належало 0,0 %. Частка іспаномовних становила 1,6 % від усіх жителів.
За віковим діапазоном населення розподілялося таким чином: 20,5 % — особи молодші 18 років, 66,5 % — особи у віці 18—64 років, 13,0 % — особи у віці 65 років та старші. Медіана віку мешканця становила 46,5 року. На 100 осіб жіночої статі у переписній місцевості припадало 98,9 чоловіків;  на 100 жінок у віці від 18 років та старших — 104,2 чоловіків також старших 18 років.
Середній дохід на одне домашнє господарство  становив 103 036 доларів США (медіана — 120 305), а середній дохід на одну сім'ю — 108 036 доларів (медіана — 120 457). 
Цивільне працевлаштоване населення становило 156 осіб. Основні галузі зайнятості: транспорт — 40,4 %, оптова торгівля — 23,7 %, роздрібна торгівля — 10,9 %, будівництво — 9,6 %.